# 馬菲·胡禮
馬菲·安祖·基斯杜化·胡禮（英語：Matthew Andrew Cristopher Wright，1991年2月7日—），生於加拿大多倫多，菲律賓籃球運動員，司職得分後衛，曾效力菲律賓職業籃球聯賽球隊鳳凰燃料大師。

## 外部連結
- Matthew Wright （页面存档备份，存于）